# Wii U

Logo konsoli

Wii U – konsola gier wideo wyprodukowana przez japońską firmę Nintendo. Konsola została oficjalnie zapowiedziana 25 kwietnia 2011. Pojawiła się w sprzedaży 18 listopada 2012 roku w Ameryce Północnej. Premiera w Europie odbyła się 30 listopada, w Japonii 8 grudnia 2012. Prototyp Wii U został zaprezentowany 7 czerwca 2011 na targach E3. Konsola przestała być produkowana na całym świecie 31 stycznia 2017 roku.

## Historia
Prace nad konsolą rozpoczęto w 2008 roku po tym, jak Nintendo zaczęło dostrzegać rosnące ograniczenia i wyzwania związane z Wii. Projektant gier Shigeru Miyamoto przyznał, że brak wsparcia dla obrazu HD i ograniczona infrastruktura sieciowa dla Wii również przyczyniły się do tego, że konsola w wielu kręgach nie cieszyła się taką popularnością jak sprzęt konkurencji. Wraz z nową platformą Nintendo liczyło na naprawienie tego problemu i przyciągnięcie do siebie użytkowników konsol konkurencji. Plotki dotyczące konsoli zaczęły pojawiać się już w 2008 roku, wraz ze spekulacjami na temat nadchodzącej wersji Wii zaplanowanej na 2011 rok, znanej jako "Wii HD", która obsługiwałaby wideo w wysokiej rozdzielczości i miała napęd Blu-ray. W jednym z wywiadów prezes Nintendo, Satoru Iwata, stwierdził później, że nie widzi "żadnego znaczącego powodu" dla dodania wsparcia dla HD do Wii i że taki dodatek byłby bardziej odpowiedni dla następcy. Miyamoto wyraził również wskazał na zainteresowani ze strony Nintendo na rzecz pracą nad konsolą wspierającą obraz HD, ale wyjaśnił, że firma skupia się przede wszystkim na rozgrywce. W październiku 2009 roku Miyamoto powiedział, że Nintendo nie ma konkretnych planów dotyczących swojej następnej konsoli, ale uważa, że nowy system będzie nadal zawierał sterowanie ruchem. Iwata wspomniał również, że następca Wii może być kompatybilny z 3D.Po prezentacji na targach E3 2010 Iwata ujawnił BBC, że Nintendo zacznie zapowiadać nową konsolę, gdy "skończą mu się pomysły na obecny sprzęt i nie będzie mógł dać użytkownikom żadnych bardziej znaczących niespodzianek związanych z technologią". W kwietniu 2011 roku, rozpowszechniła się plotka wskazująca na to, że Nintendo planowało zaprezentować następcę Wii znanego jako "Project Café" podczas prezentacji E3 2011. Twierdzono, że Café to konsola obsługująca format HD, która ma również zapewniać zgodność wsteczną z oprogramowaniem Wii. Sprzeczne doniesienia dotyczyły również nowego kontrolera konsoli, z raportami sugerującymi urządzenie przypominające tablet z wbudowanym ekranem dotykowym i możliwością przesyłania gier z konsoli bezpośrednio na ekran, podczas gdy inne doniesienia wskazywały, że kontroler będzie podobny do kontrolera konsoli GameCube.
25 kwietnia 2011 roku Nintendo wydało oficjalne oświadczenie, w którym ogłoszono, że konsola będąca następcą Wii zostanie wydana w 2012 roku, a jej prototypy będą obecne na targach E3 2011. 13 września 2012 roku poinformowano, że Wii U zadebiutuje w Japonii 8 grudnia 2012 roku. Tego samego dnia Nintendo ogłosiło, że premiera w Ameryce Północnej odbędzie się 18 listopada 2012 roku. Europejski i australijski oddział przedsiębiorstwa ogłosiły również, że Wii U zostanie wydane w obu regionach 30 listopada 2012 roku.
Wii U zostało pierwotnie wydane w dwóch wersjach: Basic i Premium. Pakiet Basic zawiera białe Wii U z 8 GB pamięci, biały Wii U GamePad, rysik i kabel HDMI, podczas gdy pakiet Deluxe zawiera czarne Wii U z 32 GB pamięci, GamePad i rysik, HDMI oraz dodaje subskrypcję Nintendo Network Premium, grę Nintendo Land, a także stojaki na konsolę. W czerwcu 2015 roku wersja Basic konsoli  została wycofana z produkcji w Japonii i zastąpiona przez zestaw Premium o pojemności 32 GB, który zawierał dodatkowo pad Wii Remote Plus.
Nintendo ogłosiło zakończenie produkcji konsoli 31 stycznia 2017 roku. Możliwość kupowania zawartości za pośrednictwem Nintendo eShop została wyłączona 27 marca 2023 roku, zaś wszelka funkcjonalność Nintendo Network na konsoli została wyłączona 9 kwietnia 2024 roku.

## Sprzęt

### Konsola
Procesor konsoli, wytwarzany przez IBM w technologii 45 nanometrów, wykorzystuje rozwiązania opracowane na potrzeby superkomputera Watson. Kontroler Wii U, poza typowymi przyciskami sterującymi, jest wyposażony w ekran dotykowy o przekątnej 6,2 cala, żyroskop, akcelerometr, mikrofon, głośniki oraz kamerę.

### Dane techniczne
Procesor
- procesor bazujący na IBM PowerPC 750, trzyrdzeniowy, o nazwie kodowej "Espresso", taktowany zegarem 1,24 GHz; proces produkcyjny 45 nm[28]
- procesor graficzny AMD Radeon "Latte" 550 MHz, 40 nm[29]

Pamięć RAM
- łącznie 2 GB, składające się z czterech kości DDR3-1600 512 MB każda, DRAM o przepustowości 12,8 GB/s, z czego 1 GB zarezerwowany jest dla systemu operacyjnego[30]

Pamięć masowa
- 8 GB (wersja Basic) i 32 GB (wersja Deluxe (USA)/Premium (Europa) oraz Basic (Japonia, od 2015 roku[31][32])) wewnętrznej pamięci typu Flash, rozszerzalnej przy pomocy kart SD, port obsługuje karty SDHC do 32 GB (w trybie Wii) oraz poprzez port USB obsługujący dyski twarde do 2 TB (tylko tryb Wii U )[33][34]
- szczelinowy Napęd optyczny obsługujący specjalne 12 cm dyski optyczne wysokiej gęstości (25 GB na warstwę)[35] oraz 12 cm dyski optyczne systemu Wii. Wii U nie jest kompatybilne z dyskami GameCube.

Porty oraz akcesoria
- czytnik kart SDHC
- porty USB 2.0 (dwa z przodu, dwa z tyłu)
- port Sensor Bar
- port wizji "AV Multi Out" (obsługa trybów composite video, RGB i component)
- port HDMI
- możliwe podłączenie adaptera Ethernet-USB, aby połączyć się z internetem przewodowo.

Wii U GamePad
- wbudowane 9-kierunkowe czujniki ruchu (trójpozycyjny akcelerometr, trójosiowy żyroskop i trójosiowy Magnetometr)[36]
- mikrofon i głośniki stereo
- sterowanie głośnością
- kamera z przodu
- sensor podczerwieni (do odbierania sygnałów z Sensor Bar i sterowania funkcją pilota TV)
- wyjście słuchawkowe
- 6,2-calowy (15,7 cm) ekran dotykowy 16:9  w technologii oporowej o rozdzielczości 854 x 480
- dwie gałki analogowe oraz standardowy krzyżak
- znany z DS i 3DS stylus
- przyciski Select, Start, TV Control, Home i Power
- przyciski A/B/X/Y z przodu, przyciski L/R i triggery ZL/ZR
- funkcja wibracji
- przycisk synchronizacji z konsolą
- Near Field Communication
- komunikacja bezprzewodowa z konsolą bazująca na protokole IEEE 802.11n działająca w paśmie ~5.2 GHz.
- wyjście multi, umożliwiające ładowanie oraz transmisję danych dla urządzeń peryferyjnych.
- dwa konektory do ładowania w stacji dokującej

Rozdzielczości wideo
- wspiera 1080p, 1080i, 720p, 576i (tylko PAL), 480p, 480i, w standardzie 4:3 i 16:9
- wyjście wideo w standardzie Nintendo AV Multi Out, wspiera composite video, S-Video (tylko NTSC-U), RGB SCART (tylko PAL), YPbPr i D-Terminal (tylko NTSC-J)
- port HDMI wspierający technologię 3D

Audio
- port AV Multi Out, wyjście dźwięku stereofonicznego
- port HDMI : sześciokanałowy (5.1) dźwięk przestrzenny